# Peter A. Windel
Peter Axel Windel (* 13. Juni 1959 in Pforzheim) ist ein deutscher Jurist und Hochschullehrer an der Ruhr-Universität Bochum.

## Leben und Wirken
Windel studierte Rechtswissenschaften an den Universitäten Göttingen und Heidelberg, wo er 1984 das erste juristische Staatsexamen ablegte. Das zweite Staatsexamen absolvierte er 1987 in Baden-Württemberg. Ebenfalls in Heidelberg promovierte Windel  1991 bei Ludwig Häsemeyer zum Dr. iur. utr. 1996 schloss er seine Habilitation ab und erhielt die venia legendi für die Fächer Bürgerliches Recht und Zivilprozessrecht.
Es folgten Lehrstuhlvertretungen an den Universitäten Heidelberg und Bayreuth. Zum Wintersemester 1998/99 trat Windel die Nachfolge von Walter Zeiss auf den Lehrstuhl für Prozessrecht und Bürgerliches Recht an der Ruhr-Universität Bochum an, den er seitdem innehat. Von 2006 bis 2008 war er Dekan der Bochumer juristischen Fakultät, in den folgenden beiden Jahren deren Prodekan. Im Frühjahr 2016 war er Gastprofessor an der Nationaluniversität Taiwan.
Windels Forschungsschwerpunkte liegen insbesondere im materiellen und formellen Privatrecht einschließlich des Haftungsrechts. Darüber hinaus ist er Mitkommentator des von Ernst Jaeger begründeten Großkommentars zum Insolvenzrecht, dessen zweite Auflage er gemeinsam mit Walter Gerhardt und Diederich Eckardt herausgibt, und seit 2004 Mitherausgeber der KTS – Zeitschrift für Insolvenzrecht.

## Schriften (Auswahl)
- Der Interventionsgrund des § 66 Abs. 1 ZPO als Prozessführungsbefugnis. R. v. Decker, Heidelberg 1992, ISBN 978-3-7685-1692-1 (zugleich Dissertation).
- Über die Modi der Nachfolge in das Vermögen einer natürlichen Person beim Todesfall. R. v. Decker, Heidelberg 1998, ISBN 978-3-7685-3597-7 (zugleich Habilitationsschrift).
- mit Volker Lipp, Anne Röthel: Familienrechtlicher Status und Solidarität. Mohr Siebeck, Tübingen 2008, ISBN 978-3-16-149802-2.
- (Hrsg.): Ernst Jaeger – aus der Praxis des Insolvenzrechts. Aufsätze. De Gruyter, Berlin/Boston 2012, ISBN 978-3-11-027581-0.
- mit Nicola Preuß, Ulrich Foerste (Bearb.): Insolvenzordnung. Großkommentar. Band 8: §§ 286–334. De Gruyter, Berlin/Boston 2020, ISBN 978-3-11-034131-7.
- OMG – German Legal Dogmatics! Nomos, Baden-Baden 2020, ISBN 978-3-8487-7812-6.